# BB&T
BB&T (iniciales de Branch Banking and Trust) es un banco estadounidense con sede en Winston-Salem, Carolina del Norte. Tiene 1500 sucursales en los Estados del sur: Carolina del Norte, Carolina del Sur, Virginia, Maryland, Virginia Occidental, Kentucky, Tennessee, Georgia, Florida, Alabama, Indiana y el Distrito de Columbia. El 7 de febrero de 2019, BB&T anunció la compra de SunTrust Banks por 28 000 millones de dólares, en un acuerdo que incluye la totalidad de las acciones, creando así el sexto banco de los Estados Unidos, el mayor acuerdo bancario desde la crisis financiera de 2008.

## Historia

Logotipo actual del banco.

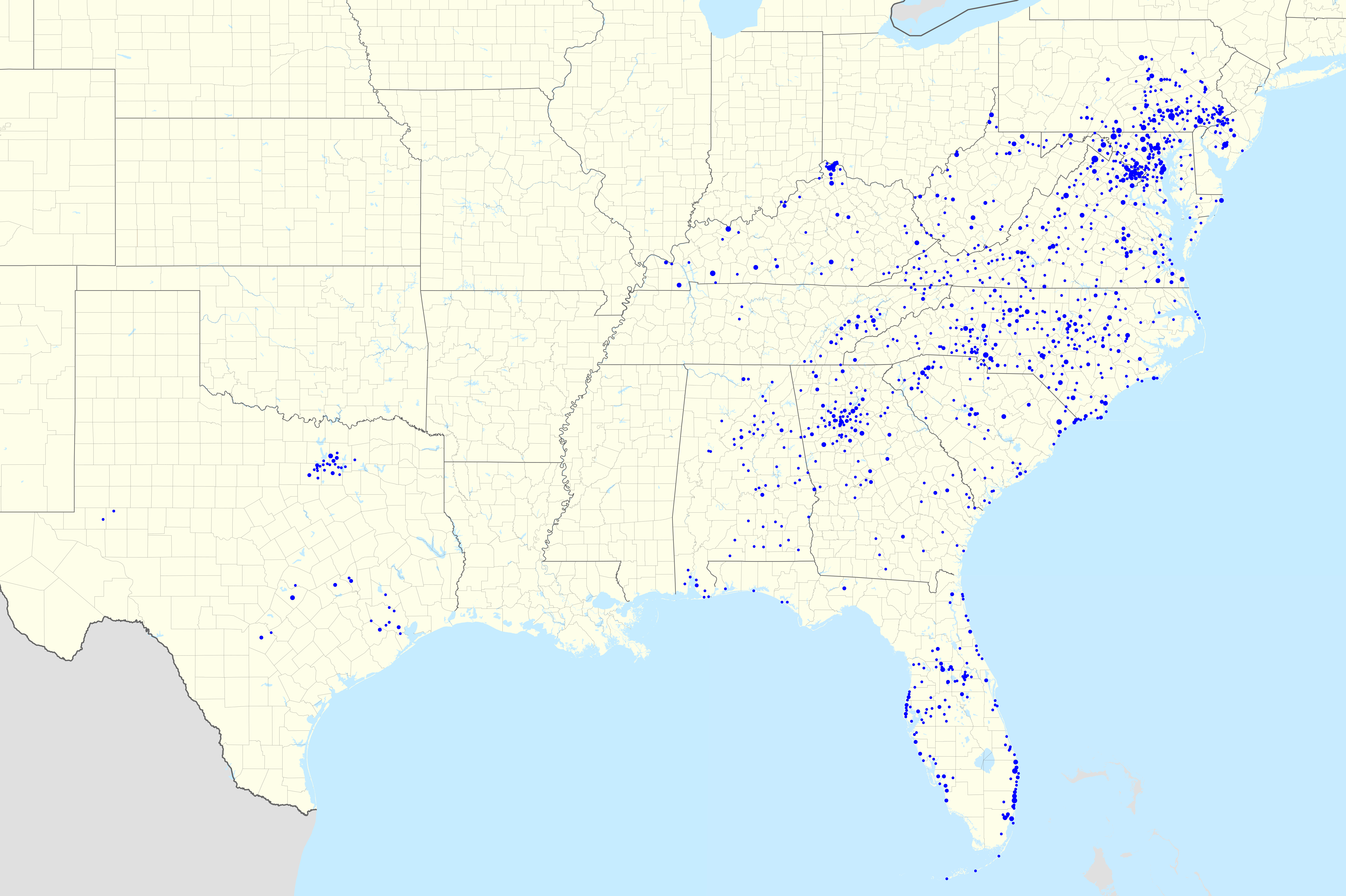
Mapa de las sucursales de BB&T en 2015.

En 1995 BB&T se fusionó con el Banco Nacional del Sur por un coste aproximado de 2200 millones de dólares. Juntos tendrían 535 agencias y 8700 empleados, pero cerraron al menos 70 oficinas y suprimieron el 10% de los puestos de la plantilla.
En 2006, BB&T adquirió por 3 941,6 millones de dólares Coastal Financial, un banco con presencia en Carolina del Sur, con 24 oficinas.[cita requerida] El 15 de agosto de 2009, BB&T anunció la compra de Colonial Bank a través de un acuerdo con la Corporación Federal de Seguro de Depósitos (FDIC), tras la quiebra de esta firma por la crisis financiera de 2008. En el momento de la venta, Colonial tenía 346 sucursales en Estados como Alabama, Florida, Georgia, Nevada y Texas. Tras la adquisición, BB&T contaba con 1800 agencias. Más tarde, BB&T se deshizo de las oficinas de Colonial en Nevada.
En 2011, BB&T adquirió BankAtlantic, un banco de Miami. En agosto de 2014, Citigroup vendió 41 sucursales en Texas a BB&T; tras haberle vendido otras 21 sucursales en Texas en diciembre de 2013. Como resultado de esta adquisición, BB&T tenía 123 sucursales en Texas.
En septiembre de 2014, de BB&T adquirió el Banco de Kentucky por 363 millones de dólares. Banco de Kentucky tenía 32 sucursales.
En noviembre de 2014, BB&T anunció la adquisición de Susquehanna, un banco con sucursales en Pensilvania, Maryland, Nueva Jersey y Virginia Occidental por 2500 millones de dólares.
En agosto de 2015, BB&T adquirió National Penn Bancshares por 1800 millones de dólares, pagando el 70% en renta variable y el 30% en efectivo. National Penn Bancshares tenía 124 sucursales en Pensilvania, Nueva Jersey y Maryland.